# Cimetière des navires de Landévennec
Le cimetière des navires de Landévennec est un méandre de l'Aulne, situé à proximité de la dite localité, où sont stockées certaines coques de navires, en particulier de la Marine nationale française, en attente de démantèlement.

## Géographie
L'Aulne forme, peu avant d'entrer dans la rade de Brest, un méandre qui s'enroule autour de l'île de Térénez puis de la pointe de Pen Forn, qui accueille l'abbaye Saint-Guénolé. Les fonds y sont de plus de 10 mètres quelle que soit la marée. Les hauteurs environnantes abritent le site de quasiment tous les vents : le site est idéal pour la Marine. Seul le banc du Capelan, situé au sud de Logonna-Daoulas, dont les fonds remontant à moins de 5 mètres, passage obligé, empêche certaines très grosses unités d'accéder à cet endroit. Situé en zone Natura 2000, le site est concerné par des directives, notamment sur la protection des oiseaux, en outre la Marine Nationale a accepté de ne pas transférer ni d'intervenir sur les vieilles coques de Landévennec et les brise-lames de la base d'aéronautique navale de Lanvéoc-Poulmic, durant la période de nidification au printemps.

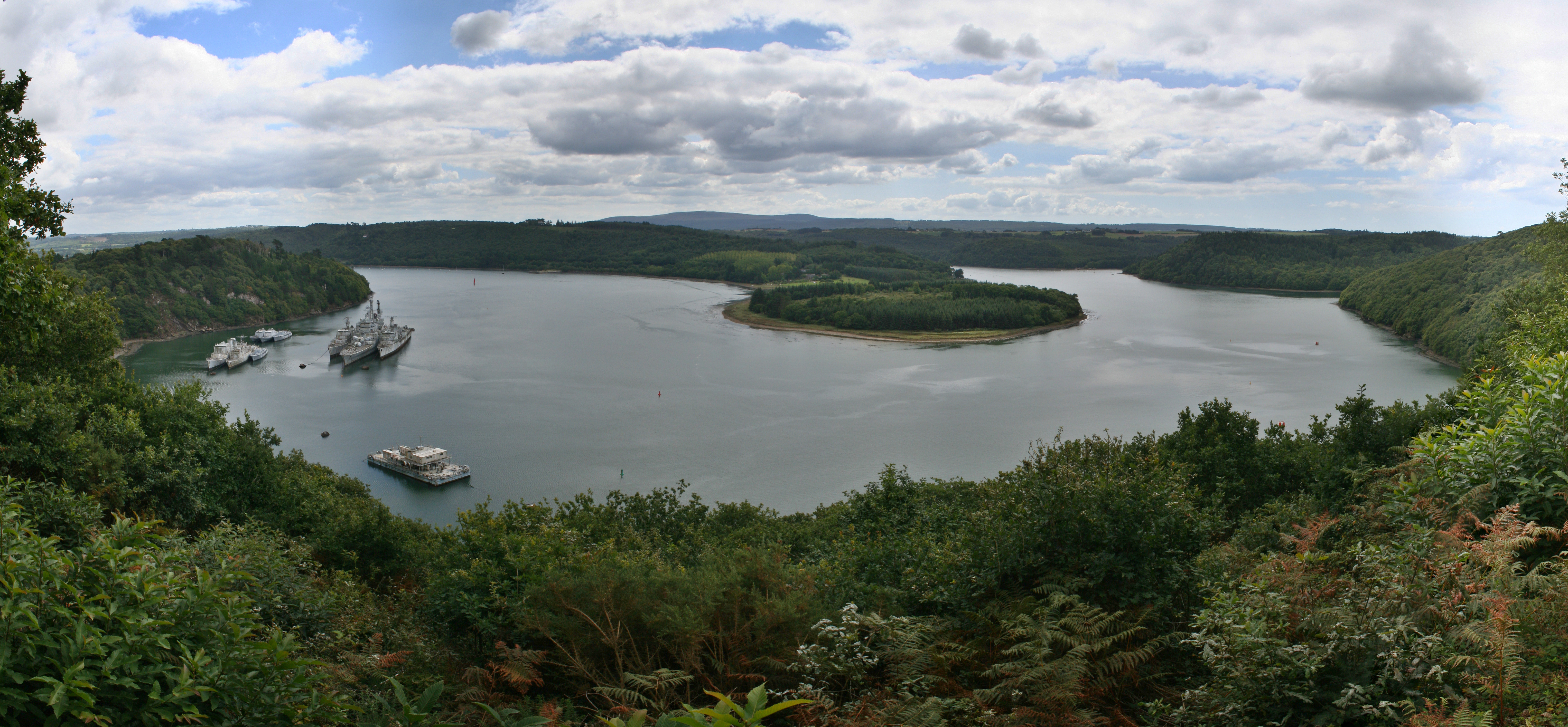
L'Aulne et l'île de Térénez en août 2011.

## Historique

### Création
Vers 1840 est créée la Station Navale, visitée par Napoléon III et l'Impératrice Eugénie lors de leur voyage d'août 1858 en Bretagne. Cette station accueille les bateaux en réserve, dont les équipages (près de 200 marins) animent la vie du bourg de Landévennec.

### Pendant la Seconde Guerre mondiale

#### Le paquebotPasteur
Paquebot de luxe tout neuf (lancé en 1938), le Pasteur séjourna une première fois au cimetière des bateaux entre l'automne 1939 et février 1940 (environ 200 marins étaient à bord pour en assurer la maintenance) ; le commandant Marc Petiot organisa des fêtes à bord, invitant la population locale, ce qui laissa à certains un souvenir inoubliable. Réquisitionné pour un usage militaire comme transport de troupes pendant le reste de la guerre, il redevint un paquebot après la guerre. En 1957, il séjourna à nouveau à Landévennec avant d'être vendu à une compagnie allemande, devenant ensuite le Bremen.

#### L'occupation allemande etL’Armorique
Au début de l’été 1940, le déferlement allemand menace le port de Brest, l'heure est à l’évacuation du matériel et des navires. Lorsque les Allemands arrivent à Brest, l'Armorique un grand navire d’un autre temps encombre le port, ils décident donc de le transférer à Landévennec pour s’en servir comme atelier, l’anse de Penforn étant moins exposée aux bombes. Les mâts sont donc enlevés et les voiles transformées en bâches. Il est donc désormais au service de la maintenance des batteries d’artillerie côtière, d'autres navires furent également utilisés et aménagés. En août 1944, l’armée allemande refusant sa défaite, incendie et saborde l’Armorique. 
Ce grand navire coulera dans l’oubli jusqu’à ce qu’une équipe de passionnés décide de faire revivre sa grande histoire. À la fin de l’année 2007, les plongeurs de l’association Expédition Scyllias livrent un témoignage remarqué du vaisseau fantôme. En dépit des courants et des eaux troubles de l’Aulne maritime, l’épave en bon état de conservation, s’offre aux plongeurs. En effet un mur de métal concrétionné se dresse par 22 mètres de fond, légèrement penché sur tribord. Tout comme en surface où les coques sont occupés par les oiseaux, une faune aquatique occupe désormais les lieux.

### Cimetière
De réserve de navires en bon état, le site devient un mouillage d'attente des coques des navires désarmés de la Marine nationale. Comme leurs confrères qui servaient de brise-lames devant le château de Brest ou servent encore face à l'école navale de Lanvéoc, ils attendent ici le chantier de démantèlement, à l'origine ils attendaient l'« océanisation » en haute mer, afin d'être utilisés pour des exercices de tirs de la Marine nationale, mais ceci n'est désormais  plus autorisé.
Dorénavant après avoir été désarmées et préparées en Penfeld, dans la base navale, les vieilles coques sont acheminées à Landévennec avant d'être remorquées vers un chantier de démolition de l'Union européenne, au bout de deux à trois ans. Les éléments susceptibles d'être polluants et de se déverser par ruissellement dans l'Aulne sont évacués avant le transfert.
Étant un site militaire, l'accès aux navires est formellement interdit au public, néanmoins le lieu exerce une indéniable fascination. Durant l'été 2014, l'artiste brestois Paul Bloas a collé sur cinq vieilles coques, une vingtaine de ses hauts personnages en papier, des "Prisonniers fantomatiques". Mais sa performance n'a pas été du goût des autorités maritimes qui ont porté plainte, poursuivi pour « dégradations d’épaves », il s’est vu signifier un simple rappel à la loi par le tribunal de Brest.

## Époque contemporaine
Le croiseur école Jeanne d'Arc fut placé dans l'anse le 15 septembre 1964 en attendant sa vente. Le bâtiment désarmé, son nom est alors transmis au tout nouveau porte-hélicoptères La Résolue. Fin mars 1965, elle est condamnée et vendue à la société Les Abeilles pour être démolie à La Seyne-sur-Mer, début 1966, elle quitte la Bretagne à la remorque de l'Abeille 15 en direction de Toulon.
La coque du porte-avions Clemenceau amarrée à Brest entre 2006 et 2009 n’a pas eu l’honneur de rejoindre Landévennec, malgré les souhaits de son maire. Le passage du banc du Capelan semble avoir découragé les pilotes. 
En revanche, après avoir été quasiment vidé de tous ses occupants, le cimetière accueille deux des trois anciens brise-lames qui abritaient le futur port du Château de Brest, les anciens avisos Enseigne de Vaisseau Henry et Détroyat, sont arrivés début 2006. Le cimetière accueille à nouveau en août 2006 deux brise-lames qui abritaient l'école navale de Lanvéoc-Poulmic, les ex-escorteurs d'escadre Duperré et La Galissonnière. Auparavant navire musée, l'ex-croiseur Colbert fut embossé entre ces deux coques, il est arrivé en provenance de Bordeaux en juin 2007. 
En avril 2010, l'Ernest Brown, un ancien remorqueur quitte les lieux, pour être démoli à Brest après plus de dix ans de mouillage. En octobre 2010, le Kometa, hydroptère de construction soviétique, le Jaguar et le Kevrenn trois navires des Vedettes Armoricaines qui assuraient la desserte d’Ouessant en saison et de Jersey quittent les lieux pour être démolis à Brest par Guyot Environnement, ils occupaient les méandres depuis plus de six ans.

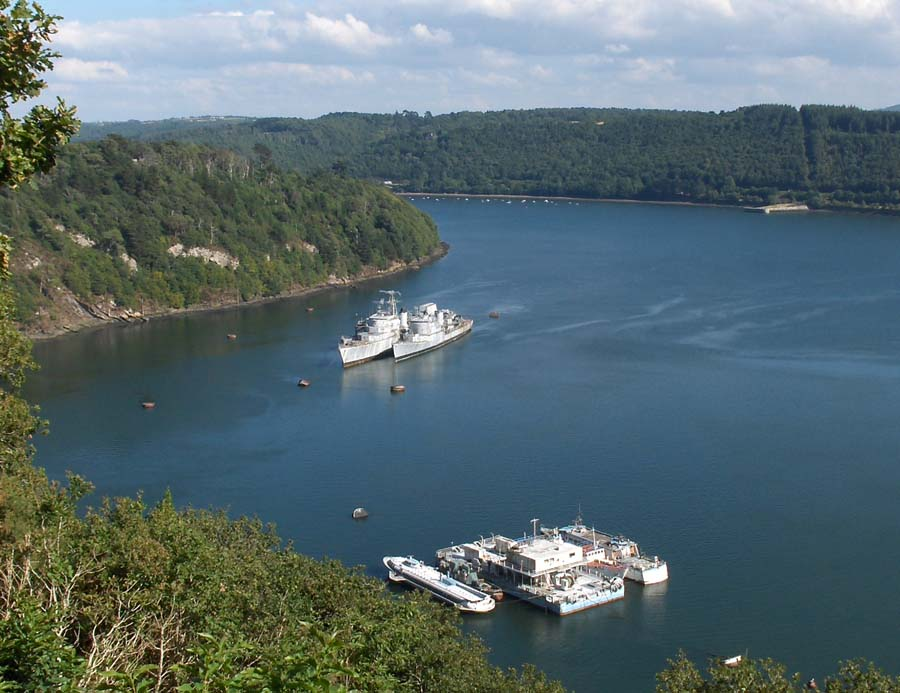
Juillet 2006 : au second plan, La Galissonnière à gauche et l'Enseigne de vaisseau Henry à droite ; au premier plan, le Kometa et la barge Rascasse.
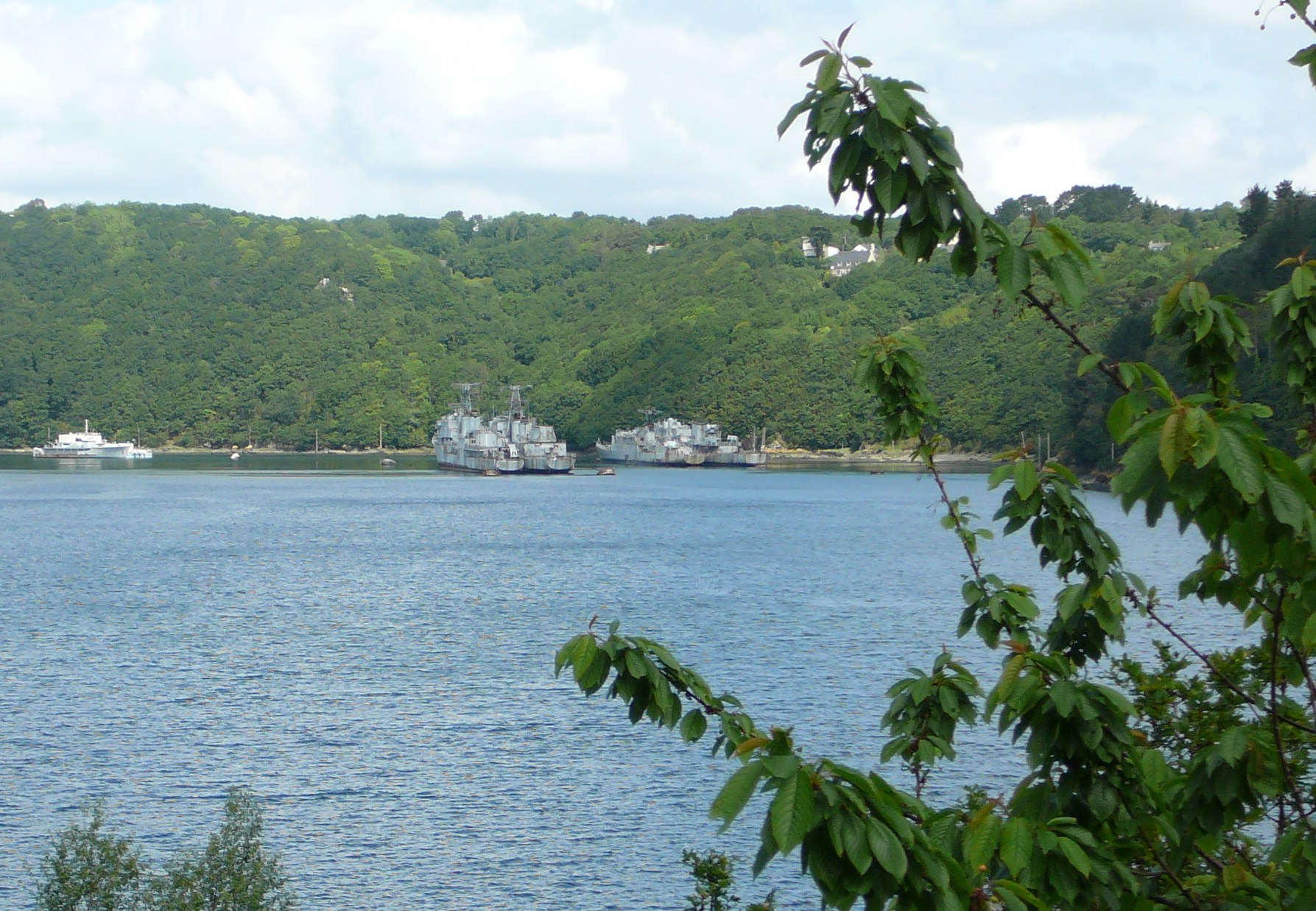
Printemps 2007 : le cimetière de bateaux avant l'arrivée du Colbert.
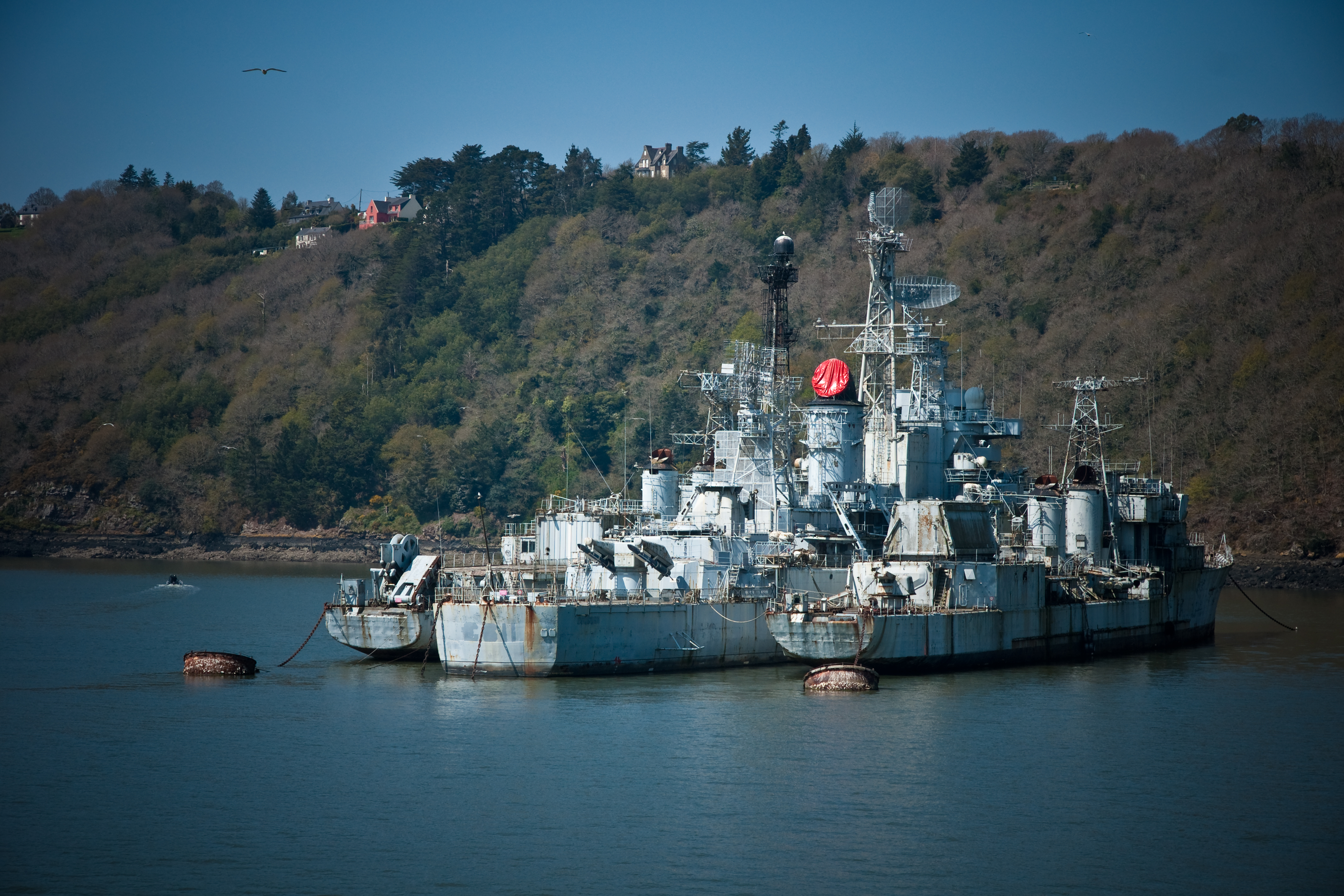
Avril 2010 : le Colbert sur un coffre de mouillage et les escorteurs d'escadre La Galissonnière à droite et le Duperré à gauche.
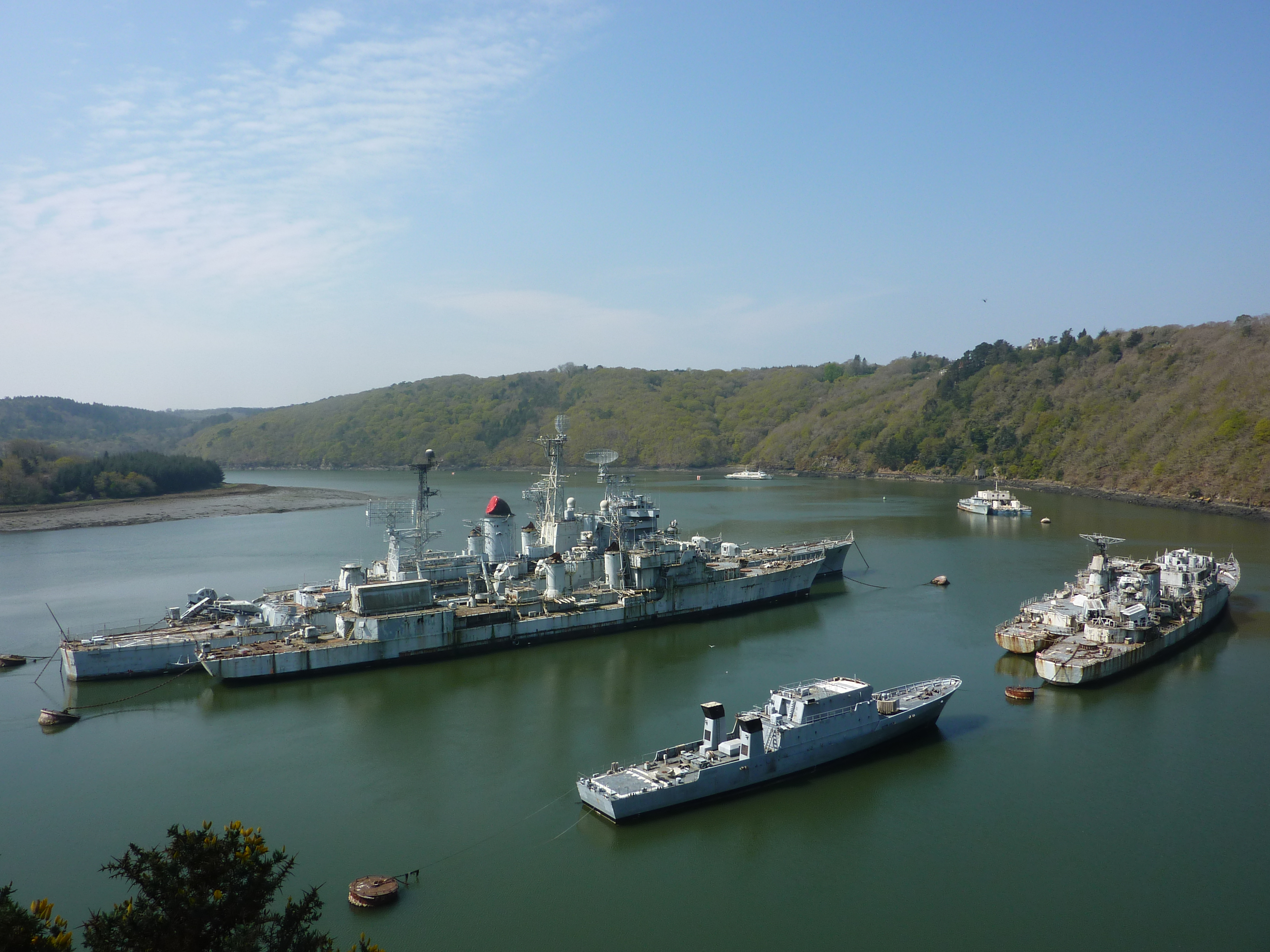
Avril 2010 : au premier plan La Fougueuse.

En mai 2013, l'ex-barge Rascasse de la Direction générale de l'Armement est remorquée jusqu'au Havre pour être démantelée par la société Gardet & de Bezenac, à la suite du plan de démolition de petites unités lancé par la Marine Nationale.
La coque du Tourville a rejoint le cimetière le 10 décembre 2012, elle fut embossée en amont du groupe de coques constitué notamment par celles de La Galissonnière, du Colbert, du Duperré, de l'Enseigne de Vaisseau Henry et du Détroyat. Le 25 septembre 2013, la coque du De Grasse a rejoint le cimetière et a été embossée à la bâbord du Tourville.
Les coques des anciennes frégates De Grasse et Tourville ont quitté le cimetière en septembre et en octobre 2014 pour prendre la place de brise-lames à Lanvéoc, elles ont été accompagnées par celle du Georges Leygues, désarmée en 2013 et amarrée à Brest, qu'elle a quittée en novembre 2014. À la suite de ces départs, deux des quatre brise-lames de Lanvéoc-Poulmic ont rejoint le cimetière. En novembre 2014, les deux coques à rejoindre le cimetière furent le Duguay-Trouin, puis l'Aconit ; quant aux deux autres coques, l'ex-BSM Rhin fut déplacé vers le port de Brest dans l'attente de son départ vers son futur lieu de démantèlement, le Jean Moulin a rejoint directement le chantier de Gand début 2015 pour y être également démantelé.

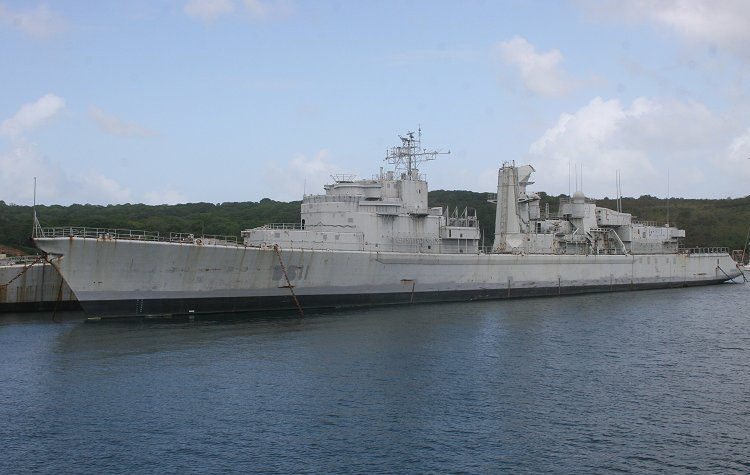
En 2007 : la coque du Duguay-Trouin alors utilisée comme digue de l'École navale à Lanvéoc-Poulmic.

Entre 2014 et 2015, quatre coques, celle du Duperré, de La Galissonnière, du Détroyat et de l'Enseigne de Vaisseau Henry ont quitté les lieux pour le chantier de Gand, en Belgique, afin d'y être démantelées par le groupe franco-belge Galloo. La première à avoir quitté les lieux est celle du Duperré le 10 octobre 2014, suivi de La Galissonnière, le 21 mai 2015. Le 8 septembre 2015, celle du Détroyat a quitté les lieux afin de rejoindre le port de Brest, elle y a subi une préparation avant son départ vers Gand qui a eu lieu le 25 septembre. La dernière à avoir quitté les lieux fut celle de l'Enseigne de Vaisseau Henry, elle a rejoint le port militaire de Brest le 12 novembre 2015, afin de subir également une préparation avant son dernier voyage pour le port de Gand et être démantelée, elle a gagné la Belgique le 25 février 2016.
En septembre 2015, le remorqueur RM Moulis est venu à trois reprises prendre en remorquage les anciens transrades de Type Ariel (L’Ondine, Le Faune et Le Néréide), pour les transférer vers Le Havre afin qu'ils soient démantelés par la société Gardet & de Bezenac,. Les trois coques des patrouilleurs de classe P400 (La Boudeuse, La Fougueuse et La Railleuse) ont pris la même destination. La Boudeuse fut la première à rejoindre le port normand courant octobre 2015, suivie de La Railleuse et de La Fougueuse début septembre 2016,. Ces six coques faisaient partie d'un contrat portant sur le démantèlement de 18 anciens bâtiments de la Marine Nationale, remporté par le chantier havrais en septembre 2015.
Le 2 février 2016, la coque du Colbert quitte les méandres de l'Aulne et rejoint le port de Brest afin d'être dépolluée et préparée avant son remorquage vers la Gironde. En effet le 12 juin 2014, la marine nationale a annoncé que l'ancien croiseur, ainsi que la Jeanne d'Arc ancien porte-hélicoptères amarrée à Brest, seraient démantelés à Bassens par les sociétés Bartin Recycling (Groupe Veolia) et Petrofer Société Nouvelle. Il quitte définitivement la pointe bretonne le 3 juin 2016 et retrouve l'estuaire de la Gironde qu'il avait quitté quelques années auparavant.
Après deux années riches en mouvements, où le cimetière a vu presque la quasi-totalité de ses pensionnaires partir vers des chantiers de démolition, l'Aulne accueille une nouvelle coque. En effet l'Albatros, un ancien patrouilleur austral a rejoint ses méandres le 13 septembre 2016.
En juin 2017, le cimetière fut le cadre du tournage du téléfilm Peur sur la base dont l'intrigue se déroule dans la rade de Brest et qui a pour héroïne une gendarme maritime interprétée par Audrey Fleurot. 
La Capricieuse et La Gracieuse, deux anciens patrouilleurs classe P400 désarmés en 2017, ont rejoint le cimetière en août 2018. À la suite d'une nouvelle attribution de marché en juin 2018 au groupe Galloo pour la démolition de coques de navires basées dans le Finistère, le Morbihan et le Var plusieurs mouvements ont eu lieu au cimetière. Tout d'abord, ce fut le départ de l'ancienne frégate Aconit pour Gand le 21 novembre 2018. La coque du Duguay-Trouin quitte ensuite les lieux le 30 juin 2020 pour prendre la direction de la Belgique.
Après le séjour du Détroyat (2006-2015), un nouvel aviso de classe d'Estienne d'Orves est venu rejoindre le cimetière fin mai 2019, il s'agit du Lieutenant de vaisseau Lavallée. D'autres anciens avisos du même type pourraient également rejoindre prochainement le site avec la vague de désarmement de ces navires.
En janvier 2020, deux nouvelles unités ont rejoint le cimetière, il s'agit de deux anciens chasseurs de mines de classe Tripartite, le Persée et le Verseau. Un troisième ancien chasseur, l'Éridan et l'ex-patrouilleur Sterne ont été amarrés aux navires présents en juin 2020. Ces navires désarmés depuis près de dix ans ont quitté le port de Brest afin de le désengorger.
Une nouvelle coque de frégate est amarrée en octobre 2020, il s'agit de l'ancien  Primauguet. Avec l'attribution fin 2020 à l'entreprise Baudelet Environnement (ex-Gardet & de Bezenac) d'un nouveau marché pour le démantèlement de petites unités de la Marine, l'ex-Sterne est prise en remorque début février 2021 par le TSM Kermor et quitte la rade de Brest pour rejoindre le chantier de démantèlement au Havre. Après quatre années de mouillage dans le port militaire de Brest, la coque du Dumont d'Urville est déplacée au cimetière en septembre 2021. Une troisième coque de classe P400, celle de L'Audacieuse est accouplée en 2022 à ses sister-ships. Fin 2023, un  petit pensionnaire est déplacé depuis Brest, il s'agit ancien remorqueur, le Buffle récemment désarmé. L'Albatros est pris en remorque fin août 2024 afin de rejoindre l'estuaire de la Gironde et la forme de Bassens afin d'être démantelé par un groupement d'entreprise mené par Vinci, le Primauguet est quant à lui déplacé fin septembre à l'école navale de Lanvéoc afin de servir comme brise-lames.

## Navires hôtes

### Coques de navires présentes en 2024
- Navires militaires
  - La Capricieuse (2018) Patrouilleur type P400
  - La Gracieuse (2018) Patrouilleur type P400
  - Lieutenant de vaisseau Lavallée (2019) Aviso type A69, classe d'Estienne d'Orves
  - Persée (2020) Chasseur de mines Tripartite, classe Éridan
  - Verseau (2020) Chasseur de mines Tripartite, classe Éridan
  - Éridan (2020) Chasseur de mines Tripartite, classe Éridan
  - Dumont d'Urville (2021) Bâtiment de transport léger, classe Champlain
  - L'Audacieuse (2022) Patrouilleur type P400
  - Buffle (2023) Remorqueur côtier type Bélier

### Navires et coques en transit avant 2024
- Navires militaires

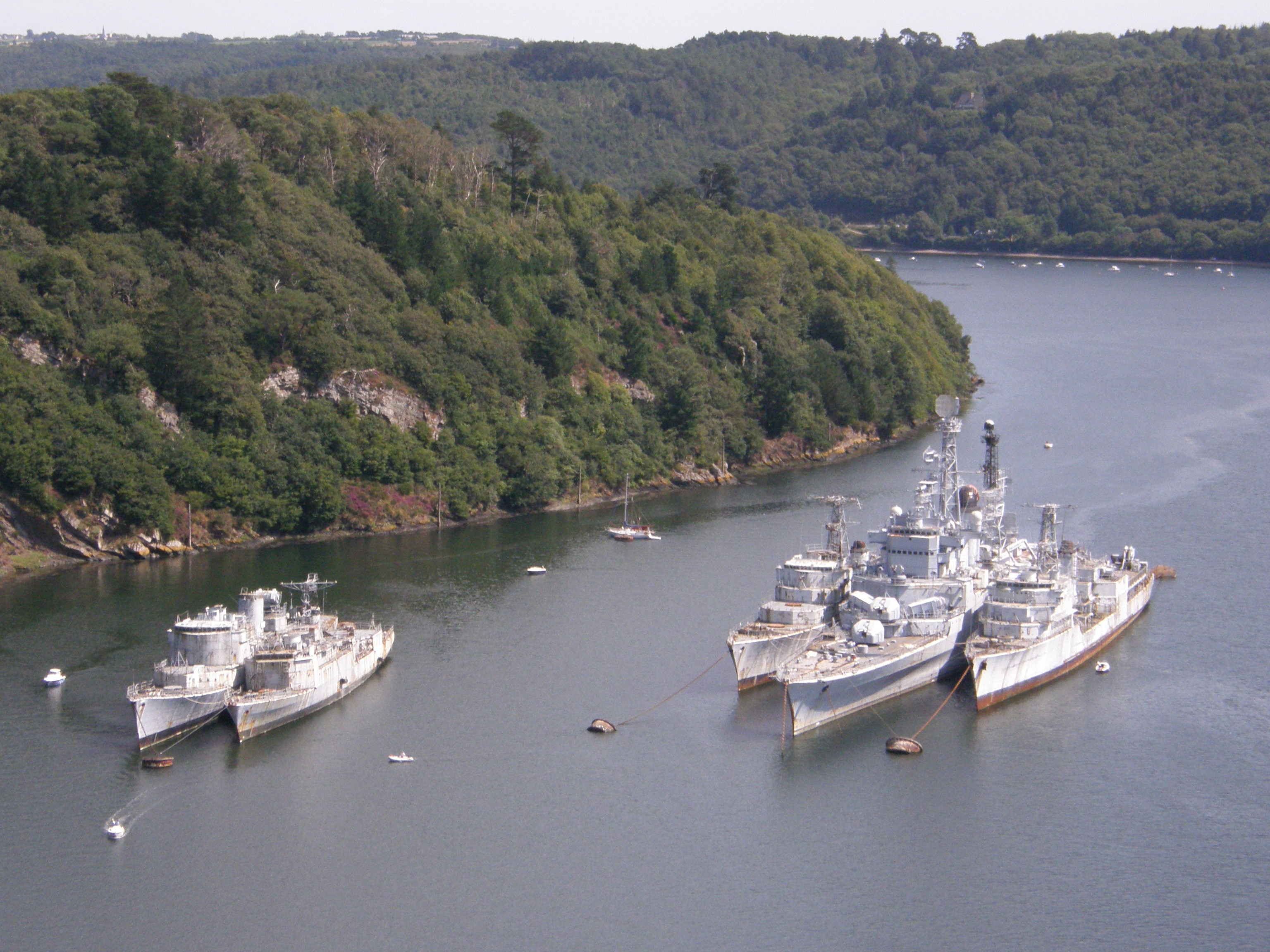
Août 2007 : de gauche à droite,
lEnseigne de Vaisseau Henry,
le Détroyat, La Galissionnière,
le Colbert et le Duperré.

  - Flandre (1914-) Cuirassé type Dreadnought, classe Normandie (détruit en 1924)
  - Armorique (1940-1944) Voilier transport-hôpital, puis Navire-école type Annamite (sabordé sur place en 1944)
  - Waldeck-Rousseau (1932-1936, 1940) Croiseur cuirassé, classe Edgar-Quinet (détruit en 1944)
  - Jeanne d'Arc (1964-1966) Croiseur école (détruit en 1966)
  - Alençon Dragueur type MSO
  - Baccarat Dragueur type MSO
  - Ouistreham Dragueur type MSO
  - Capucine Dragueur type MSI (démoli en 1985)
  - Dahlia Dragueur type MSI (coulé en 2000)
  - Hortensia Dragueur type MSI (démoli en 1989)
  - Œillet Dragueur type MSI (démoli en 1989)
  - Pétunia Dragueur type MSI (démoli en 1989)
  - Tulipe Dragueur type MSI (démoli en 1989)
  - L'Escarmouche Escorteur de 2e classe (démoli en 1961)
  - La Découverte Escorteur de 2e classe (démoli en 2009)
  - Casabianca Escorteur d'escadre anti-sous-marin, classe T 47 (démoli en 1987)
  - Du Chayla (1999) Escorteur d'escadre lance-missiles, classe T 47 (coulé en 2001)
  - L'Estafette Bâtiment hydrographique
  - Rascasse (-2013) Barge de la DGA (démantelée en 2013)
  - De Grasse (2013-2014) Frégate anti-sous-marine type F67, classe Tourville (brise-lames à Lanvéoc)
  - Duperré (2006-2014) Escorteur d'escadre anti-sous-marin, classe T 53 (démantelé en 2015)
  - Tourville (2012-2014) Frégate anti-sous-marine type F67, classe Tourville (brise-lames à Lanvéoc)
  - La Galissonnière (2006-2015) Escorteur d'escadre anti-sous-marin, classe T 56 (démantelé en 2015)
  - Détroyat (2006-2015)  Aviso type A69, classe d'Estienne d'Orves (démantelé en 2015)
  - L'Ondine (2009-2015) Transrade type Ariel (démantelé en 2015)
  - Le Faune (2010-2015) Transrade type Ariel (démantelé en 2015)
  - Le Néreide (2010-2015) Transrade type Ariel (démantelé en 2015)
  - La Boudeuse (2011-2015) Patrouilleur type P400 (démantelé en 2015)
  - Enseigne de Vaisseau Henry (2006-2015) Aviso-escorteur, classe Commandant Rivière (démantelé en 2016)
  - Colbert (2007-2016) Croiseur (démantelé en 2017-2018)
  - La Railleuse (2013-2016) Patrouilleur type P400 (démantelé en 2016)
  - La Fougueuse (2009-2016) Patrouilleur type P400 (démantelé en 2016)
  - Aconit (2014-2018) Frégate anti-sous-marine type F65 (démantelée en 2018-2019)
  - Duguay-Trouin (2014-2020) Frégate anti-sous-marine type F67, classe Tourville (démantelée en 2020)
  - Sterne (2020-2021) Patrouilleur de service public (démantelé en 2021)
  - Albatros (2016-2024) Patrouilleur austral (démantelé en 2024)
  - Primauguet (2020-2024) Frégate anti-sous-marine type F70, classe Georges Leygues (brise-lames à Lanvéoc)

- Navires civils
  - Pasteur (1939) Paquebot ; second séjour sous le nom de Bremen (1957)
  - Le Verdon Liberty ship
  - Courseulles Liberty ship
  - Orléans Liberty ship
  - Avranches Liberty ship
  - Ernest Brown (2014-2010) Remorqueur (démoli en 2010)
  - Kometa (2004-2010) Hydroptère des Vedettes Armoricaines (démoli en 2010)
  - Jaguar (2004-2010) Navire des Vedettes Armoricaines (démoli en 2010)
  - Kevrenn (2006-2010) Navire des Vedettes Armoricaines (démoli en 2010)